# 國家憲兵干預組
國家憲兵干預組（法語：Groupe d'intervention de la gendarmerie nationale，縮寫：GIGN），又稱國家憲兵特勤隊，是隶属于法国国家宪兵的一支特種部隊，負責反恐及拯救人質等任務。

## 組織

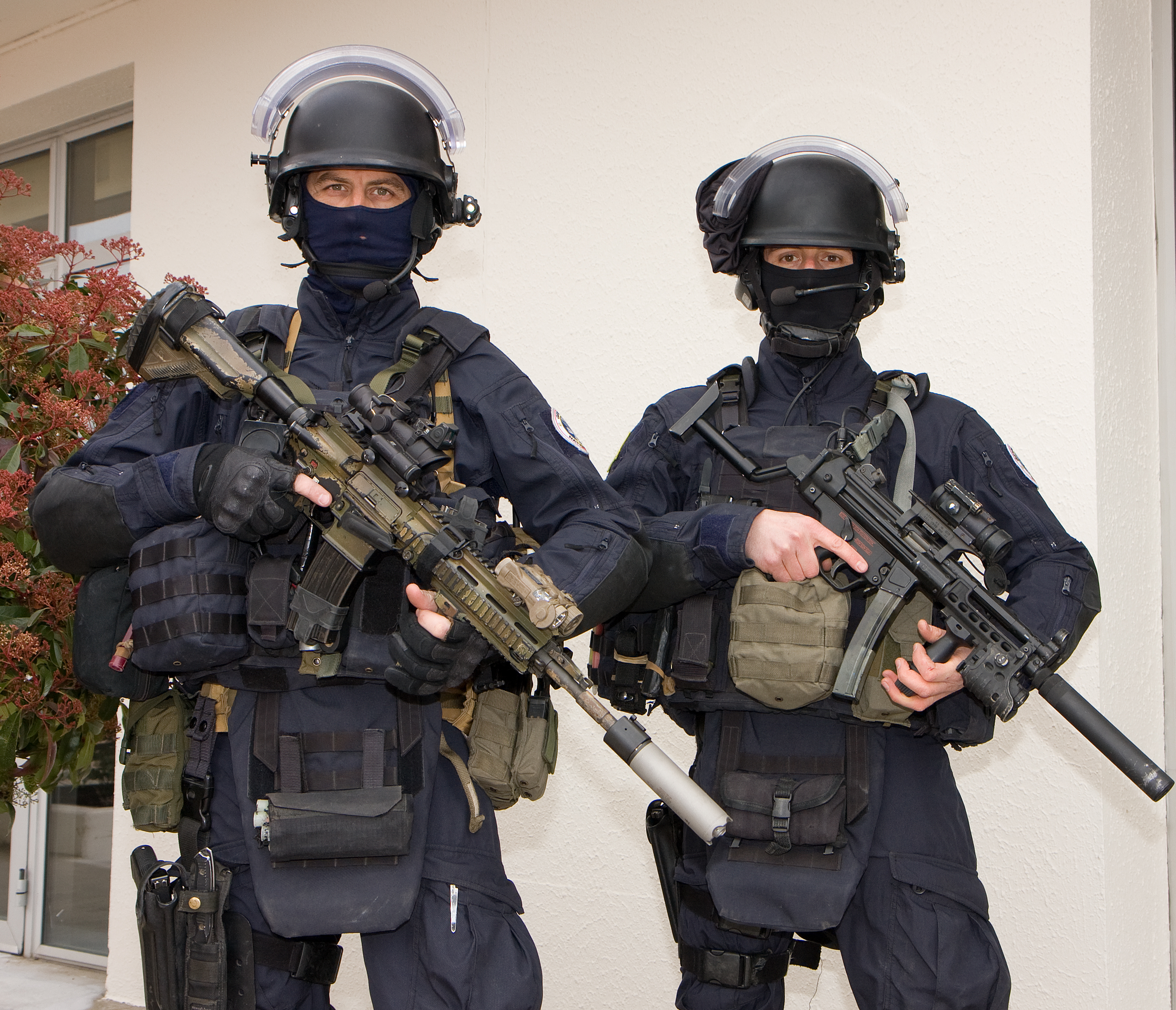
兩名國家憲兵干預組隊員，他們分別手持HK416突擊步槍和HK MP5衝鋒槍

國家憲兵干預組分為1個行動指揮組織、1個管理組織、4個作戰部隊內有20名作戰成員、一個作戰支援部隊、還有其他包括談判、溝通、破壞、情報、射擊、警犬、特殊裝備部門。特殊裝備部門提供修改及供應高科技的裝備，包括選擇或設計。國家憲兵干預組每年出動約60次。
大多數成員為自願者，除了體力，智力及自律亦相當的重要，訓練大多是壓力相當重而且高落榜率的訓練，以至於僅7至8%的自願者能夠通過訓練。
所有成員需通過射擊、遠程射擊、空中路線、以色列搏擊防身術等訓練，因為有時侯他們必須準備徒手去解除嫌疑犯的武裝。此外，国家宪兵干預組成員亦與世界各國特種部隊及反恐隊伍交流。
雖然國家憲兵干預組是法國軍隊的一部份，而且曾被佈署到海外戰場執行任務，但其主要活動範圍是法國本土，並在和平時期奉命執行各種特種警察任務，故他們並不在法國特種作戰司令部（COS）的架構之內。該部隊的格言是“拯救生命”及“為生命從軍”（2014年後），在成立初期便以重視人命和交火規則作為隊員的教條。為了讓隊員時刻把教條銘記於心，該部隊有著一個傳統：每名隊員在入隊時均會獲發一把6發容量的.357麥格農口徑轉輪手槍作制式武器，故國家憲兵干預組亦曾是少數地以轉輪手槍作制式武器的特種部隊／特種警察單位，但近年在執勤時已全面改用半自動手槍。

### 歷屆指揮官
- 少校（Squadron leader）Christian Prouteau：1973年至1982年
- 上尉（Captain）Paul Barril：1982年至1983年（代任）
- 上尉（Captain）Philippe Masselin：1983年至1985年
- 上尉（Captain）Philippe Legorjus：1985年至1989年
- 少校（Squadron leader）Lionel Chesneau：1989年至1992年
- 少校（Squadron leader ）Denis Favier：1992年至1997年
- 少校（Squadron leader）Eric Gerard：1997年至2002年
- 中校（Lieutenant Colonel）Frédéric Gallois：2002年至2007年
- 准將（Brigade General）Denis Favier：2007年至2011年
- 准將（Brigade General）Thierry Orosco：2011年至2014年
- 准將（Brigade General）Hubert Bonneau：2014年至2017年
- 准將（Brigade General）Laurant Phélip:2017年至今

## 歷史
先後經過1971年的Clairvaux監獄騷亂及1972年的慕尼黑慘案後，法國政府開始著手研究處理極端主義之暴力事件的方法。1973年，國家憲兵組建了一支名為“區域突擊干預隊”（Équipe commando régionale d'intervention，ECRI）的特種警察單位，並於翌年3月1日起投入服務。同時，憲兵傘降中隊成立了一支名為“國家憲兵干預組”（GIGN）的部隊，兩支部隊後來在1976年合併，並繼續沿用GIGN的名字。

## 任務

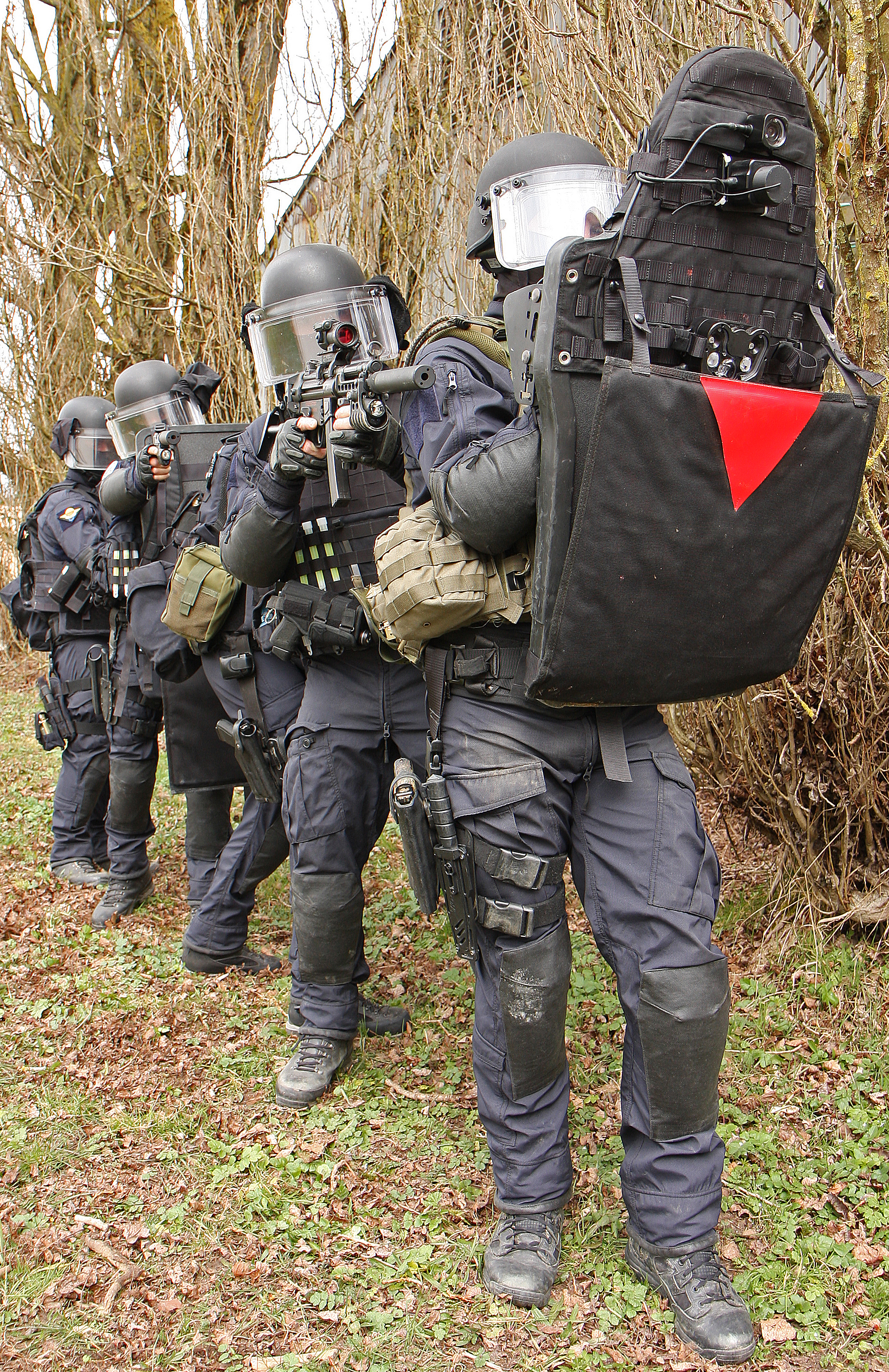
GIGN進行訓練

國家憲兵干預組自創立以來，執行過逾千宗任務，拯救過救逾500名人質、拘捕過逾千名疑犯，及殺死過至少15名恐怖份子。最少有7名和2名幹員分別於訓練及行動中殉職，另外至少各有一隻軍犬分別於訓練及行動中殉職。
知名任務：
- 1976年在吉布提拯救了被科西嘉民族解放阵线佔據公車裡的30名兒童。
- 1979年拯救在聖薩爾瓦多的法國大使館遭挾持的外交官（在攻堅前挾持人質的犯人投降）
- 1979年11月至12月，国家宪兵干預組奪回麥加禁寺控制權。
- 1980年在Fesch酒店逮捕了Corsican的突擊部隊。
- 1988年5月與法軍其他部隊一同解救烏韋阿島事件挾持行動（英语：Ouvéa cave hostage taking）中的人質，但行動並不順利，部份GIGN幹員更遭到武裝份子俘虜。最後法國政府需以和平方式解決事件。
- 執行1992年冬季奧運的保安任務。
- 1994年法國航空8969號班機劫機事件。
- 1995年在葛摩逮捕鮑勃·德納爾。
- 在波斯尼亞逮捕因為戰爭罪行而被起訴的疑犯。
- 2007—09年部署到阿富汗戰場獲取實戰經驗。
- 2015年11月與國家警察一同應對巴黎襲擊案。
- 2015年巴馬科麗笙酒店遇襲事件準備部署到馬里執行營救任務，但在部隊抵達時人質已被當地警方在法軍和美軍的特種部隊協助下救出。
- 2018年卡尔卡松和特雷布袭击案中消滅涉事的恐怖份子。
- 2022年俄羅斯入侵烏克蘭期間數次派駐到烏克蘭保護法國和外國外交人員。

### 法國航空劫機事件
法國航空8969號班機劫機事件為国家宪兵干預組執行過最知名的任務，當時法國航空8969號班機由阿爾及利亞飛往法國，遭到GIA組織的恐怖份子挾持。該組織要求摧毀艾菲爾鐵塔，在與阿爾及利亞政府談判時，已經處決了3名乘客。在飛機在阿國政府允許下飛往法國後，国家宪兵干預組成員進入飛機與恐怖份子駁火，最後將4名GIA劫機者全數射殺。該事件造成4名劫機者以及3位乘客死亡，9名成員和13名乘客受傷，但也使国家宪兵干預組聲名大噪。此次事件在2010年亦被拍成電影《突擊》（L'assaut）。

## 已知裝備

### 個人武器

#### 手槍
| 武器名稱        | 原產地 | 備註                                                    |
| --------------- | ------ | ------------------------------------------------------- |
| 馬努漢MR-73     | 法國   | .357口徑，具4吋、5吋和8吋三種版本；現已從前線裝備中退役 |
| S&W M686        | 美国   | .357口徑；現已從前線裝備中退役                          |
| S&W M60長官型   | 美国   | .38口徑；現已從前線裝備中退役                           |
| M1911A1         | 美国   | 已退役                                                  |
| MAC 50          | 法國   | 已退役                                                  |
| PAMAS G1        | 法國   | 已退役                                                  |
| HK P7           | 德国   | 已退役                                                  |
| SIG Sauer P226  | 德国   | 已退役                                                  |
| SIG Sauer P228  | 德国   | 已退役                                                  |
| SIG Pro SP 2022 | 德国   | 已退役                                                  |
| FN Five-seveN   | 比利时 | [ 4 ] [ 3 ]                                             |
| 格洛克17        | 奥地利 | 現役                                                    |
| 格洛克18        | 奥地利 | -                                                       |
| 格洛克19        | 奥地利 | 現役                                                    |
| 格洛克26        | 奥地利 | 現役                                                    |

#### 衝鋒槍
| 武器名稱 | 原產地 | 備註                                              |
| -------- | ------ | ------------------------------------------------- |
| IMI烏茲  | 以色列 | 已退役                                            |
| MAT-49   | 法國   | 已退役                                            |
| HK MP5   | 德国   | 現役，採用型號包括MP5A3、MP5A5、MP5SD和MP5K-PDW等 |
| HK UMP9  | 德国   | 現役                                              |
| FN P90   | 比利时 | 現役，包括TR型                                    |
| HK MP7A1 | 德国   | -                                                 |

#### 突擊步槍／戰鬥步槍
| 武器名稱      | 原產地 | 備註                                               |
| ------------- | ------ | -------------------------------------------------- |
| MAS 49/56 MSE | 法國   | 已退役                                             |
| Ruger AC-556  | 美国   | 已退役                                             |
| SIG SG 543    | 瑞士   | 已退役                                             |
| FAMAS F1      | 法國   | 已退役                                             |
| SIG SG 551    | 瑞士   | 現役，部份現役的步槍被換上皮卡汀尼導軌護木         |
| SIG SG 552    | 瑞士   | [ 7 ]                                              |
| SIG SG 553    | 瑞士   | -                                                  |
| SIG MCX       | 美国   | 包括衍生型MCX Rattler                              |
| HK33          | 德国   | 採用型號包括HK33A2及HK33K                          |
| HK G36EK      | 德国   | 包括衍生型G36C                                     |
| HK416         | 德国   | 現役，目前主力步槍之一                             |
| FN SCAR       | 比利时 | 現役，採用型號為SCAR L及SCAR H                     |
| CZ 806 Bren 2 | 捷克   | 現役，為7.62×39mm口徑型，目前的主力步槍之一        |
| 柯特M4A1      | 美国   | [ 1 ]                                              |
| HK G3KA4      | 德国   | 部份現役的步槍被換上皮卡汀尼導軌護木               |
| HK G3 TGS/MSG | 德国   | 配備HK MSG90樣式槍托，通常會被當成精確射手步槍使用 |
| HK417         | 德国   | 主要作精確射手步槍使用                             |

#### 狙擊步槍
| 武器名稱       | 原產地      | 備註                                                                              |
| -------------- | ----------- | --------------------------------------------------------------------------------- |
| FR-F1          | 法國        | 已退役                                                                            |
| FR-F2          | 法國        | 已退役                                                                            |
| 精密國際AW     | 英国        | 現役，採用型號包括.338口徑AWM和AWS等                                              |
| 精密國際AXSR   | 英国        | 現役                                                                              |
| 雷明登Bravo 51 | 美国        | [ 12 ]                                                                            |
| 薩科蒂卡T3     | 芬兰        | -                                                                                 |
| PGM 338        | 法國        | [ 12 ]                                                                            |
| PGM Hecate II  | 法國        | 現役反器材步槍之一                                                                |
| SIG SG 550 SR  | 瑞士        | [ 12 ]                                                                            |
| 加拿大柯特C20  | 加拿大      | 現役                                                                              |
| 巴雷特M95      | 美国        | 已被PGM Hecate II所取代                                                           |
| 麥克米蘭M88    | 美国        | 已被PGM Hecate II所取代                                                           |
| 巴雷特M82      | 美国        | 已被PGM Hecate II所取代                                                           |
| .22口徑步槍    | 法國 · 德国 | 口徑有.22 LR及.222雷明登兩種，型號分別為「Unique X-51」、「Gevarm」和「Anschutz」 |

#### 霰彈槍
| 武器名稱           | 原產地 | 備註   |
| ------------------ | ------ | ------ |
| 雷明登870          | 美国   | 現役   |
| 莫斯伯格590        | 美国   | [ 17 ] |
| Manufrance Rapid   | 法國   | 已退役 |
| FABARM STF 12      | 義大利 | 現役   |
| 弗蘭基SPAS-12      | 義大利 | 已退役 |
| 伯奈利M3T Super 90 | 義大利 | 現役   |
| 伯奈利M4 Super 90  | 義大利 | 現役   |

#### 輕機槍
| 武器名稱  | 原產地 | 備註 |
| --------- | ------ | ---- |
| FN Minimi | 比利时 | -    |

#### 榴彈發射器
| 武器名稱    | 原產地 | 備註                  |
| ----------- | ------ | --------------------- |
| M79         | 美国   | 已退役                |
| HK69        | 德国   | [ 10 ]                |
| HK79        | 德国   | 下掛於HK G3的護木之下 |
| HK AG36     | 德国   | [ 19 ]                |
| B&T GL-06   | 瑞士   | 現役                  |
| 米爾科姆MGL | 南非   | [ 10 ] [ 21 ]         |

#### 電槍
| 武器名稱 | 原產地 | 備註 |
| -------- | ------ | ---- |
| X26Taser | 美国   | -    |

### 個人裝備
- 作戰服
  - 常見作戰服為深藍色、紫色、灰色和黑色，有時也會穿著迷彩服
- 戰術頭盔（通常裝上防彈面罩）
  -  MICH-2000
  -  MSA Gallet TC 801/802
  -  Ulbrichts Hoplit
  -  Ops-Core FAST Ballistic／XP High Cut
- 攜板背心
  -  Mehler S5
- 抗噪耳機
  -  MSA Sordin
  -  3M Peltor Comtac XPI
  -  Invisio T7
- 夜視儀
- 無線電
- 防毒面具
- 防彈盾
- 各種手榴彈（包括：破片手榴彈、閃光彈及煙霧彈等）

## 流行文化

### 電子遊戲
- 《絕對武力》：國家憲兵干預組於遊戲中作為反恐部隊的其中一種人物造型登場。造型上穿著海藍色的連身服，黑色戰術背心並戴著巴拉克拉瓦頭套，但沒有配戴頭盔。
  - 《絕對武力：一觸即發》：以反恐部隊的其中一種人物造型登場，與前作在造型上的最大區別為配戴了裝有防彈玻璃的戰術頭盔（沒有任何實際效果）。
  - 《絕對武力：次世代》：同樣以反恐部隊的其中一種人物皮膚登場，造型與《一觸即發》的版本相近。
  - 《絕對武力：全球攻勢》：以部份地圖登場的反恐部隊登場，造型與前兩部作品差不多。
- 《霹靂先鋒4》：玩家可選擇穿著國家憲兵干預組的制服。
- 《特種部隊Online》：玩家可選擇扮演世界的反恐部隊幹員作爲主角，GIGN也收錄其中。
- 《風暴戰區》：作為玩家可扮演的一支部隊登場。
- 《虹彩六號：封鎖行動》：前国家宪兵干預組幹員Louis Loiselle被送至虹彩小隊。
- 《決勝時刻：現代戰爭3》：戰役模式中受到生化襲擊後倖存的國家憲兵干預組隊員在巴黎與三角洲特種部隊會師，並一同執行了搜捕恐怖份子的任務，在生存模式及聯機模式中亦有出現。有多種人物造型，全部統一穿著海藍色連身服及黑色戰術背心，部份配戴頭盔和巴拉克拉瓦頭套。
- 《戰地風雲3》：戰役模式關卡“戰友”當中，國家憲兵干預組被派往巴黎阻止試圖從恐怖份子手上回收核武器的格魯烏特務迪米特里·「帝瑪」·馬雅柯夫斯基一行人所引起的混亂。遊戲中的GIGN隊員在造型上穿著海藍色連身服及黑色戰術背心，同時配戴功夫龍頭盔、巴拉克拉瓦頭套和防風鏡。
- 《虹彩六號：圍攻行動》：GIGN作為彩虹小隊內的其中一支反恐部隊登場，並有多名隸屬該部隊的幹員。各幹員在造型上參考了現實的GIGN，再配以一些虛構元素。

### 電影
- 2010年上映的電影《突擊（英语：The Assault (2010 film)）》（L'Assaut）以在法國航空8969號班機劫機事件中執行營救行動的国家宪兵干預組成員為主題。
- 2019年上映的電影《干預》（L'INTERVENTION）以在1976年在吉布地地區，科西嘉民族解放陣線劫持公車事件中執行營救行動的國家憲兵干預組成員為主題。
- 2016年上映的喜劇電影《一路不順風》（Á fond）中出現在片尾的救援。
- 法國喜劇電影《終極殺陣》（TAXI）系列中多次出現。

## 外部連結
- （法文） 官方網站（页面存档备份，存于）
- （法文） 非官方網站（页面存档备份，存于）